# Теория действия (философия)
Теория действия — область философского исследования, предметом которой являются действия, прежде всего действия человека. В центре современных дискуссий вопросы природы действий, их адекватного описания и объяснения.
Теорию действия в философии следует отличать от социологической теории действия Толкотта Парсонса.

## История теории действия
Теория действия в качестве философской дисциплины сформировалась в XX веке, но ранее многие философы, начиная с античности, занимались изучением действия. Так, Аристотель в «Никомаховой этике» проводит исследование понятий «действие» и «цель». В Средневековье проблематикой действия, зачастую в теологическом контексте, занимались Фома Аквинский, Иоанн Дунс Скот, Уильям Оккам и другие, также изучение действия было предметом рассмотрения в других традициях, например, в арабо-мусульманской философии. В современной философии теория действия приобрела самостоятельное значение в связи с развитием философии сознания. Важную роль в становлении теории действия сыграли полемики, вызванные монографией «Интенция» (1957) Г. Э. М. Энском и книгой «Эссе о действиях и событиях» (1980) Д. Дэвидсона.
В настоящее время теория действия является пограничной субдисциплиной между практической и теоретической философией. Она релевантна как для философии сознания, так и для этики и определённых вопросов метафизики.

## Обозрение основных проблем теории действия
Для действия как отдельного акта деятельности характерны целеосознанность, произвольность и преднамеренность индивидуальной активности.
Многие теории действия являются каузальными, то есть предполагается существование причины действия. Кроме того, мыслительные акты (например, решение математической задачи) также могут рассматриваться в качестве действий. Рефлексы и пассивные движения (например, кто-то приподнимает мою руку) действиями не считаются. Однако посторонний наблюдатель может расценить непроизвольные движения (например, в случае синдрома чужой руки) за действия, поэтому обсуждается вопрос о том, какими должны быть действия и намерения, чтобы можно было считать действия преднамеренными.
В причинной теории действия имеются слабые места. К примеру, известна проблема девиантных причинных цепей, если намерение в итоге приводит к случайному действию — для такого действия возможны различные описании его причины.